# Caspar Venhuis
Caspar Venhuis  ( n. Ámsterdam 1968 ) es un botánico neerlandés, especializado en orquídeas. Desarrolla actividades académicas en el Instituto de Biodiversidad y Dinámica de Ecosistemas, Universidad de Ámsterdam.

## Algunas publicaciones

### Libros
- caspar Venhuis, pepijn Venhuis, j.g.b. Oostermeijer, p.h. van Tienderen. 2007.  Morphological systematics of Serapias L. (Orchidaceae) in Southwest Europe. Plant Syst. Evol. 265 ( 3): 165-177 en línea

- -----------------------, ---------------------, albertine c. ellis-Adam. 2006. A new Tongue-orchid (Orchidaceae) in south-west Spain: "Serapias occidentalis". Anales del Jardín Botánico de Madrid 63 (2 ): 131-143 ISSN 0211-1322[1]

- -----------------------, j.g.b. Oostermeijer, j.t.p. Tonk. 2004. Conservation biology of Serapias perez-chiscanoi Acedo in the Guadiana river basin in Extremadura (Spain). Eurorchis 16: 49-63

- j.t.p. Tonk, caspar Venhuis. 2003. Onderzoek naar de verschillende populaties van de endemische orchideeënsoort Serapias perez-chiscanoi (Groene tongenorchis) in de Guadiana-vallei van Extremadura (Spanje): een beschermingsplan (Estudios en las diferentes poblaciones de especies de orquídeas endémicas Serapias perez-chiscanoi (lengüeta verde orquídea) en el valle del Guadiana de Extremadura (España): un plan de conservación). 51 pp.

- La abreviatura «C.Venhuis» se emplea para indicar a Caspar Venhuis como autoridad en la descripción y clasificación científica de los vegetales.[2]